# 슈렉 3
《슈렉 3》(영어: Shrek the Third)은 2007년에 개봉한 슈렉 시리즈의 세번째 시리즈이다.

## 줄거리
전편 슈렉 2에서 어머니 요정 대모를 잃은 챠밍 왕자는 이를 갈며 어머니의 복수를 하고 겁나먼 왕국의 왕이 될 것을 다짐한다.
한편, 겁나먼 왕국의 국왕이자 피오나의 아버지인 해롤드 왕은 큰 병에 걸리고, 날이 갈수록 병색이 짙어져 사위인 슈렉에게 왕위를 물려줄 준비를 한다. 하지만 왕궁 생활에 염증을 느낀 슈렉은 완강히 거부하고, 이에 해럴드 왕은 슈렉에게 대신 왕위를 이을 자신의 조카 아서 (이하 아티)를 데려오라고 말하고 숨을 거둔다.
슈렉과 동키, 장화 신은 고양이는 아티가 재학 중인 명문 우스터셔 아카데미로 향하는데, 배가 출항할 때 피오나의 임신 사실을 알게 된다. 슈렉은 겉으로는 기쁜 척을 하지만, 아빠가 될 걱정에서 헤어나지 못하고 악몽에 시달린다. 결국 우스터셔 아카데미에 도착한 슈렉 일행 기대했던 것과는 달리 겁 많은 열등생인 아티를 찾게 된다. 자신이 머나먼 왕국의 차기 왕이라는 것을 알게 된 아티는 으스대며 학교를 떠나지만, 머나먼 왕국으로 향하는 배 위에서 동키와 장화 신은 고양이로부터 왕으로서의 책임을 듣게 되자 다시 학교로 돌아가기 위해 배를 조종하다 결국 자신의 옛날 마법 선생님인 멀린이 사는 섬에 표류하게 된다.
한편, 챠밍 왕자는 겁나먼 왕국을 차지하기 위해 후크 선장, 백설공주의 계모 등 동화 속 악당들을 모두 모으고 그들과 함께 왕궁으로 쳐들어간다. 마침 백설공주, 신데렐라, 라푼젤, 잠자는 숲 속의 공주와 함께 티 파티를 즐기던 피오나와 그녀의 어머니는 탈출을 시도하지만, 챠밍 왕자의 애인인 라푼젤의 배신으로 붙잡혀 감옥에 갇힌다.
한편 슈렉은 자신을 죽이기 위해 챠밍 왕자가 보낸 후크 선장과 해적들로부터 피오나와 왕국이 위험에 처했다는 것을 듣게 되고, 멀린의 마법을 통해 겁나먼 왕국으로 이동한다. 슈렉 일행은 왕궁에 잡입하는 데 성공하지만, 챠밍 왕자를 위협해 피오나를 구출하려다가 오히려 챠밍 왕자의 부하들에게 잡히고 만다.
챠밍 왕자는 자신의 오랜 꿈이었던 주인공이 되기 위해 자신이 라푼젤을 구출하고 괴물 슈렉을 죽이는 뮤지컬을 공연하는데, 도리어 무대 위에서 슈렉에게 조롱당한다. 이에 격분한 챠밍 왕자는 슈렉을 죽이려 하지만, 마침 슈렉의 친구들과 피오나가 나타나 이를 막는다. 하지만 금세 챠밍 왕자와 그 일당이 우세하게 되고 슈렉 일행은 곤경에 처한다. 그러나 결국 악당들은 아티에게 나쁜 일을 그만두고 착하게 살 것을 설득당한다. 아티를 칼로 찌르려던 마지막 시도마저 실패한 챠밍 왕자는 결국 무대에 설치된 탑이 무너져 죽고 만다.
아티는 겁나먼 왕국의 왕위를 계승해 왕이 되고, 슈렉과 피오나는 늪으로 돌아가 오거 세 쌍둥이를 낳고 부모로서의 새로운 삶을 시작한다.

## 한국판 성우진
- 장광 : 슈렉 역
- 이인성 : 동키 역
- 김옥경 : 피오나 공주 역
- 이봉준 : 장화신은 고양이 역
- 장승길 : 해롤드 왕 역
- 최원형 : 프린스 챠밍 역